# Damon Patterson
Pour les articles homonymes, voir Patterson.
Damon Patterson, né le 9 décembre 1968 aux États-Unis, est un joueur de basket-ball professionnel américain. Il mesure 2,01 m.

## Université
- ???? - 1991 :  University of Oklahoma (NCAA 1 )

## Clubs
- 1991 - 1993 :
- 1993 - 1996 :  Pepinster (Division 1)
- 1996 - 1997 :  Chalon-sur-Saône (Pro A)
- 1997 - 1998 :  BC Gent (Division 1)
- 1998 - 1999 :
- 1999 - 2000 :  Maccabi Rishon Le Zion (1er division)
- 2000 - 2001 :  Maccabi Hadera (1er division)

puis  Hapoel Nicosie (1er division) 
- 2001 - 2002 :  Elitzur Ashkalon (1er division)
- 2002 - 2003 :  Maccabi Givat Shmuel (1er division)
- 2003 - 2004 :  Maccabi Petach Tikva (1er division)
- 2004 - 2005 :  Hapoel Bnei Herzeliah (2e division)
- 2005 - 2006 :  Hapoel Givatayim (2e division)
- 2006 - 2007 :  Maccabi Rishon LeZion (1er division)

puis  Elitzur Ramla (2e division)
- 2007 - ???? :  Elitzur Ramla (2e division)